# Connollystraße

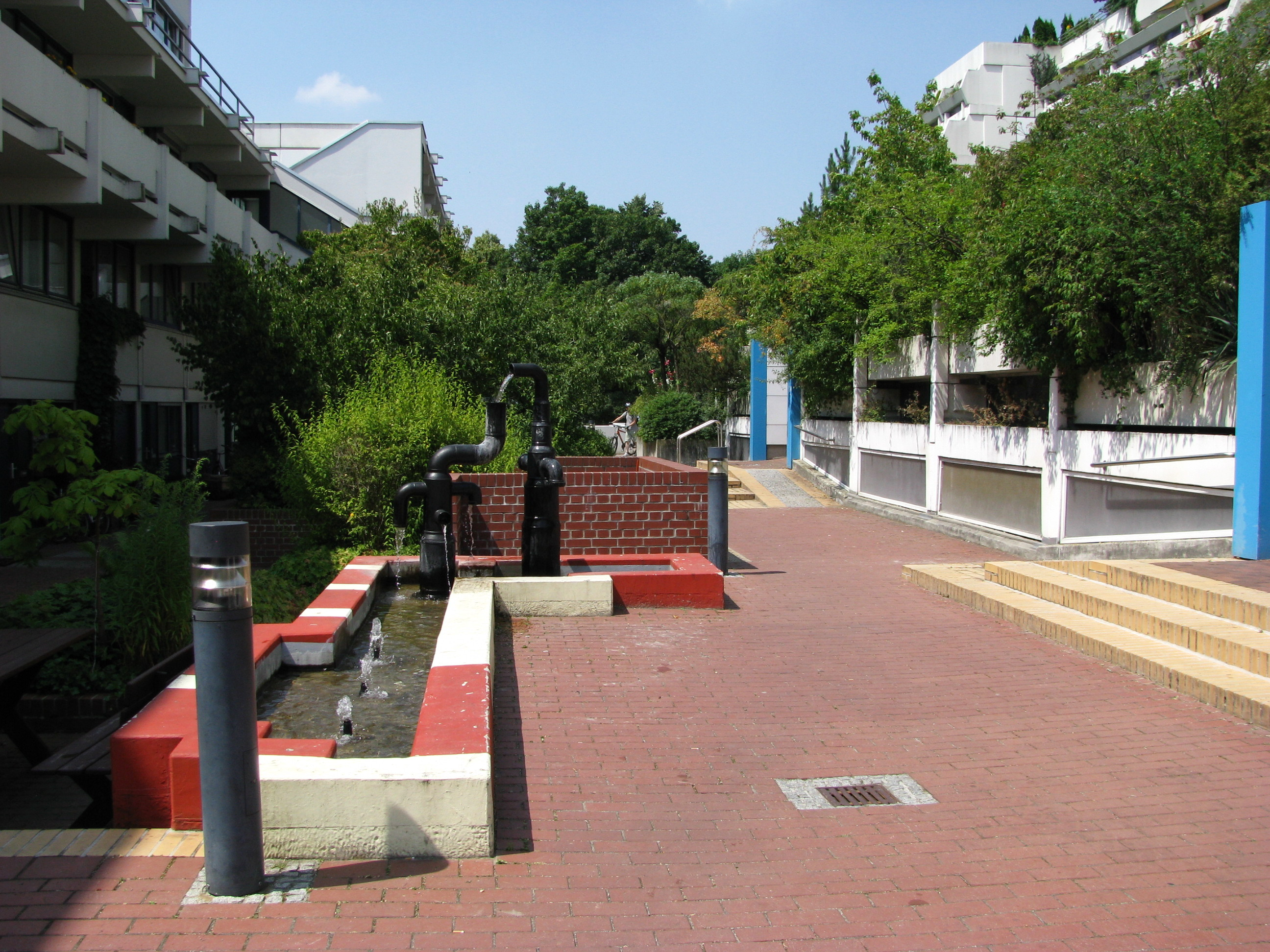
Fonte na Connollystraße

A Connollystraße é uma rua situada na Vila Olímpica e distrito estudantil do Parque Olímpico de Munique.

## Descrição
A rua recebeu o nome de James Brendan Connolly em 1971, o primeiro campeão olímpico da era moderna (1896).
Ela vai do Helene-Mayer-Ring até a Kusocinskidamm e a Straßbergerstraße. A rua é acessível por superfície para pedestres e ciclistas, e por via subterrânea para motoristas. O acesso é feito pela Lerchenauer Straße.
A escultura "Anéis Olímpicos" de 1972, de Ruth Kiener, com a nova versão de 2000, de Peter Schwenk, encontra-se aqui. Na Connollystraße 20, encontra-se o "Theater Unterwegs".
Connollystraße 31 era o apartamento térreo, do lado esquerdo, onde a equipe olímpica israelense foi feita refém durante os Jogos Olímpicos de Verão de 1972. Após os Jogos Olímpicos, os projetos iniciais estavam em discussão para torná-lo uma "Casa da paz", mas o edifício foi doado à Sociedade Max Planck, que o usa como uma casa de hóspedes. 200 metros ao sul fica o local memorial do ataque Olympia.
Ao norte da Connollystraße fica o Nadisee, a oeste o Centro Esportivo Universitário Central.

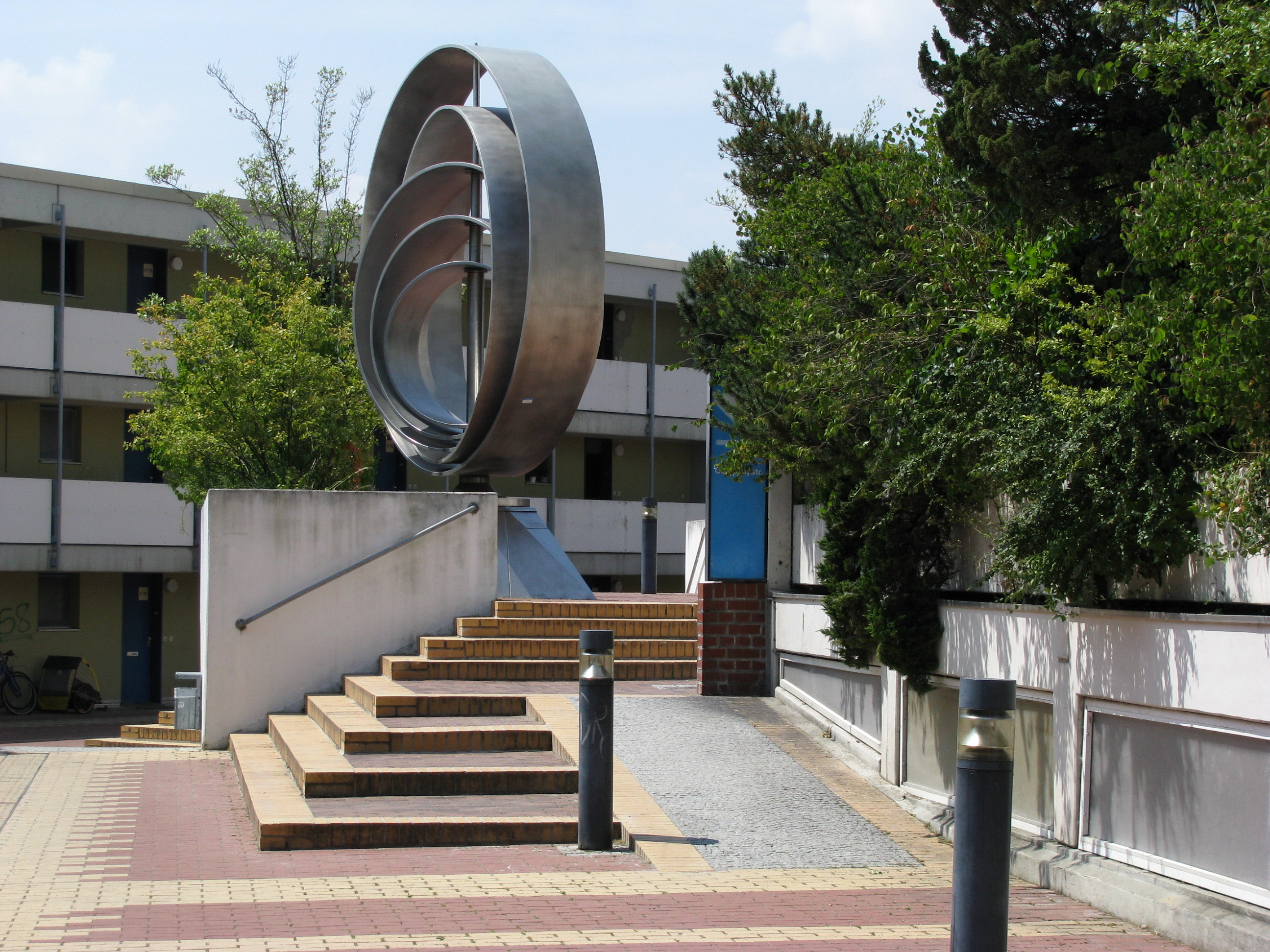
Escultura "Anéis Olímpicos"
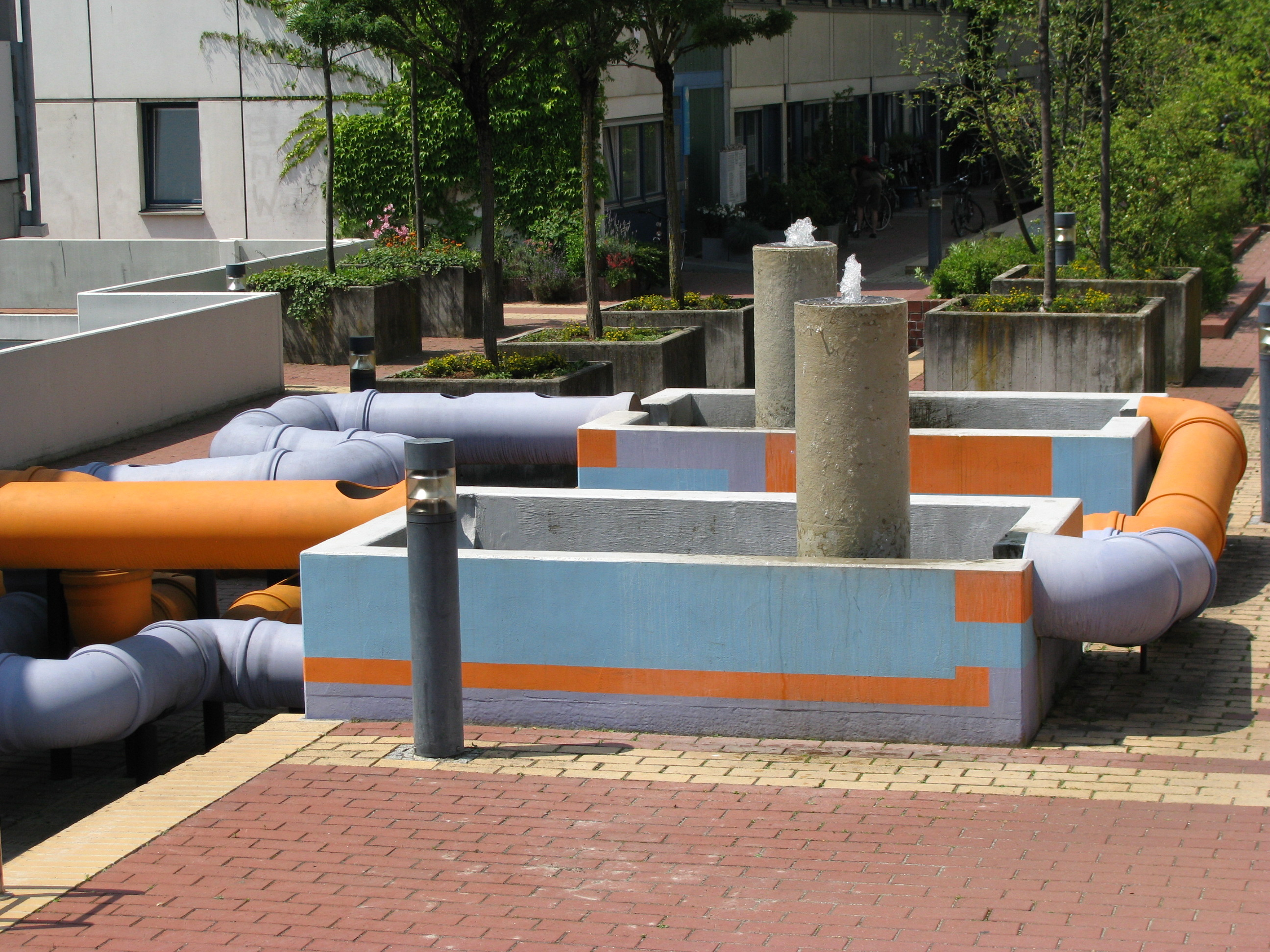
Fontes na Connollystraße
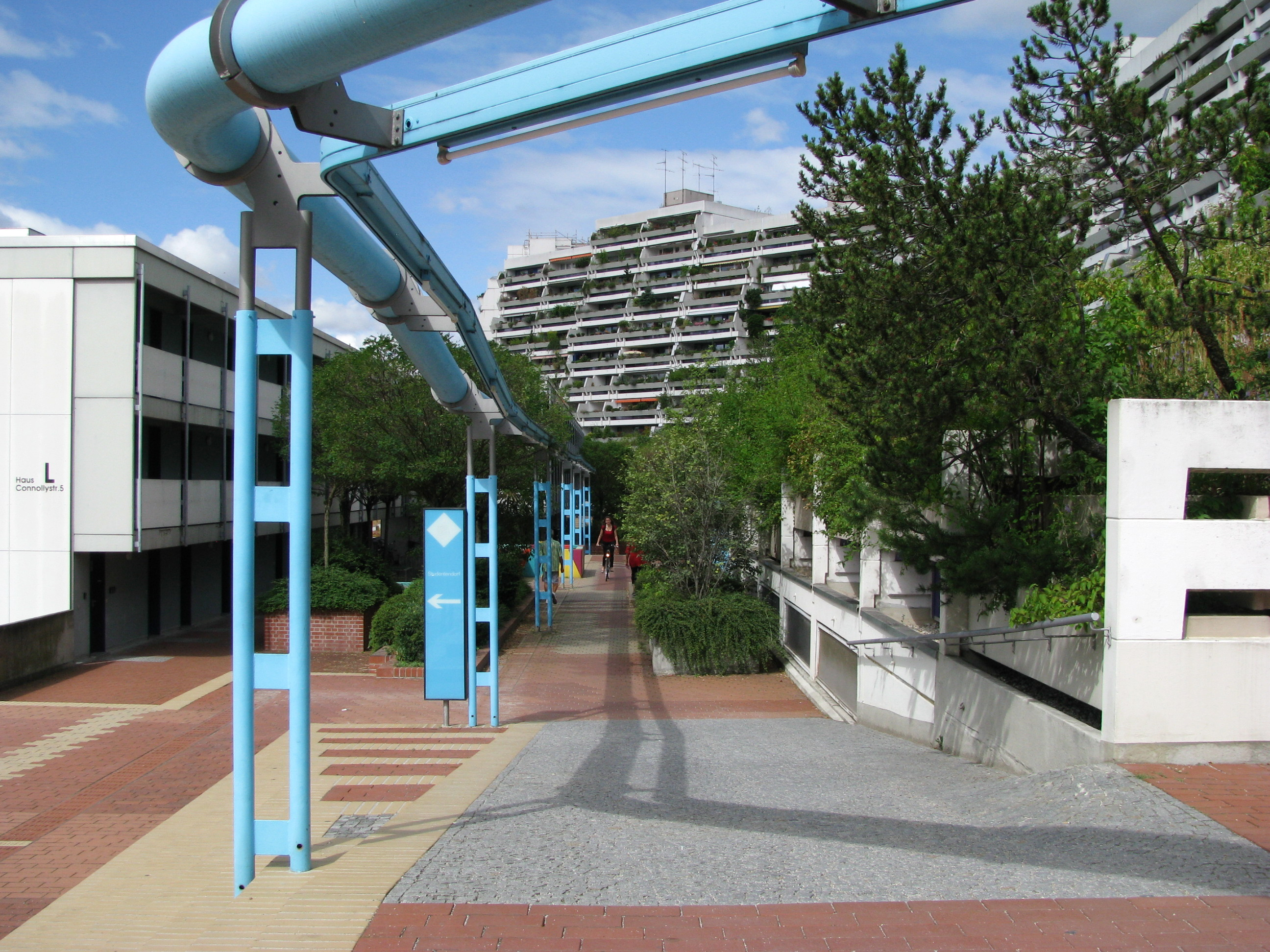
Connollystraße  acima do solo para pedestres e ciclistas
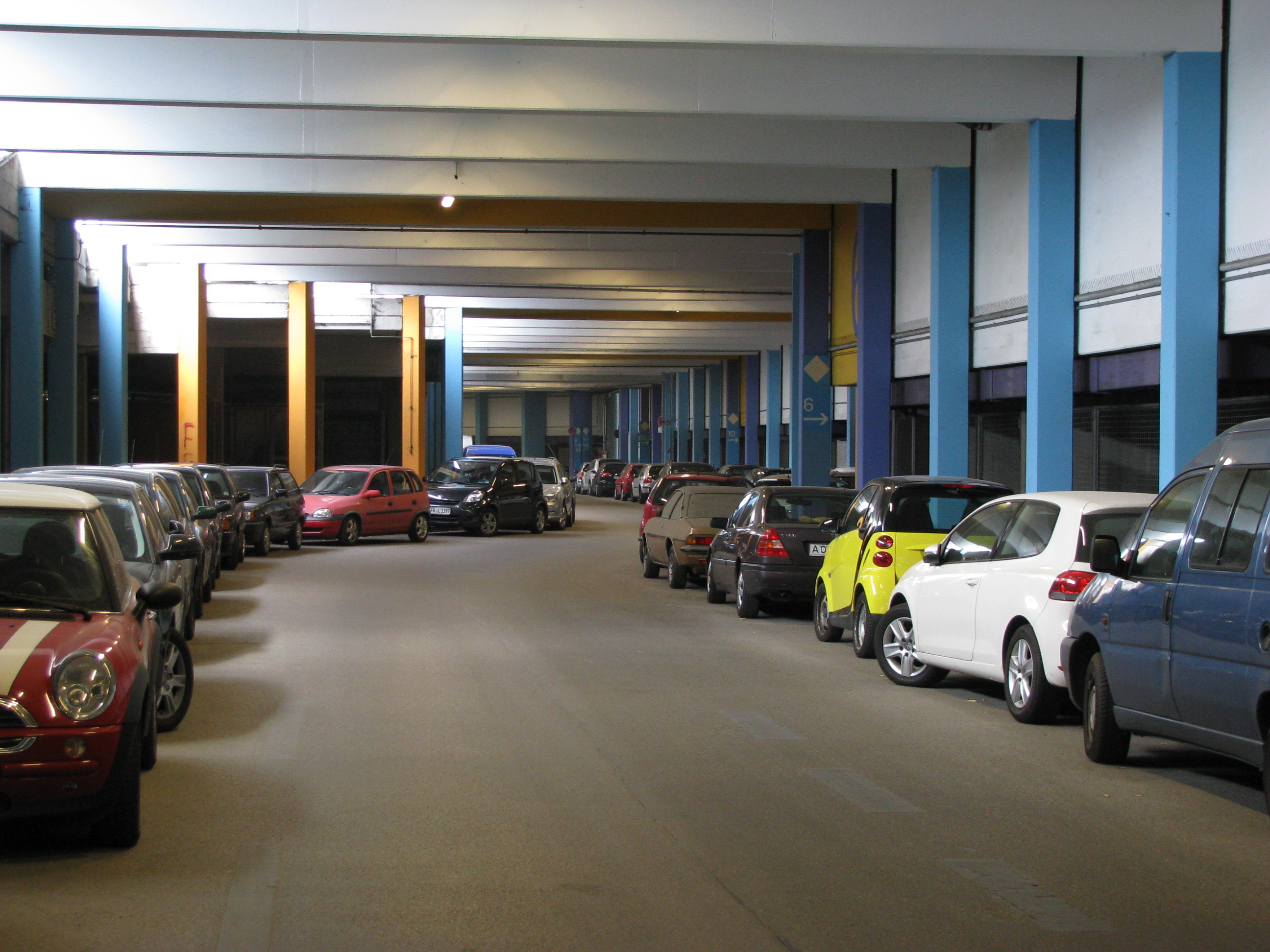
Estacionamento subterrâneo na Connollystraße
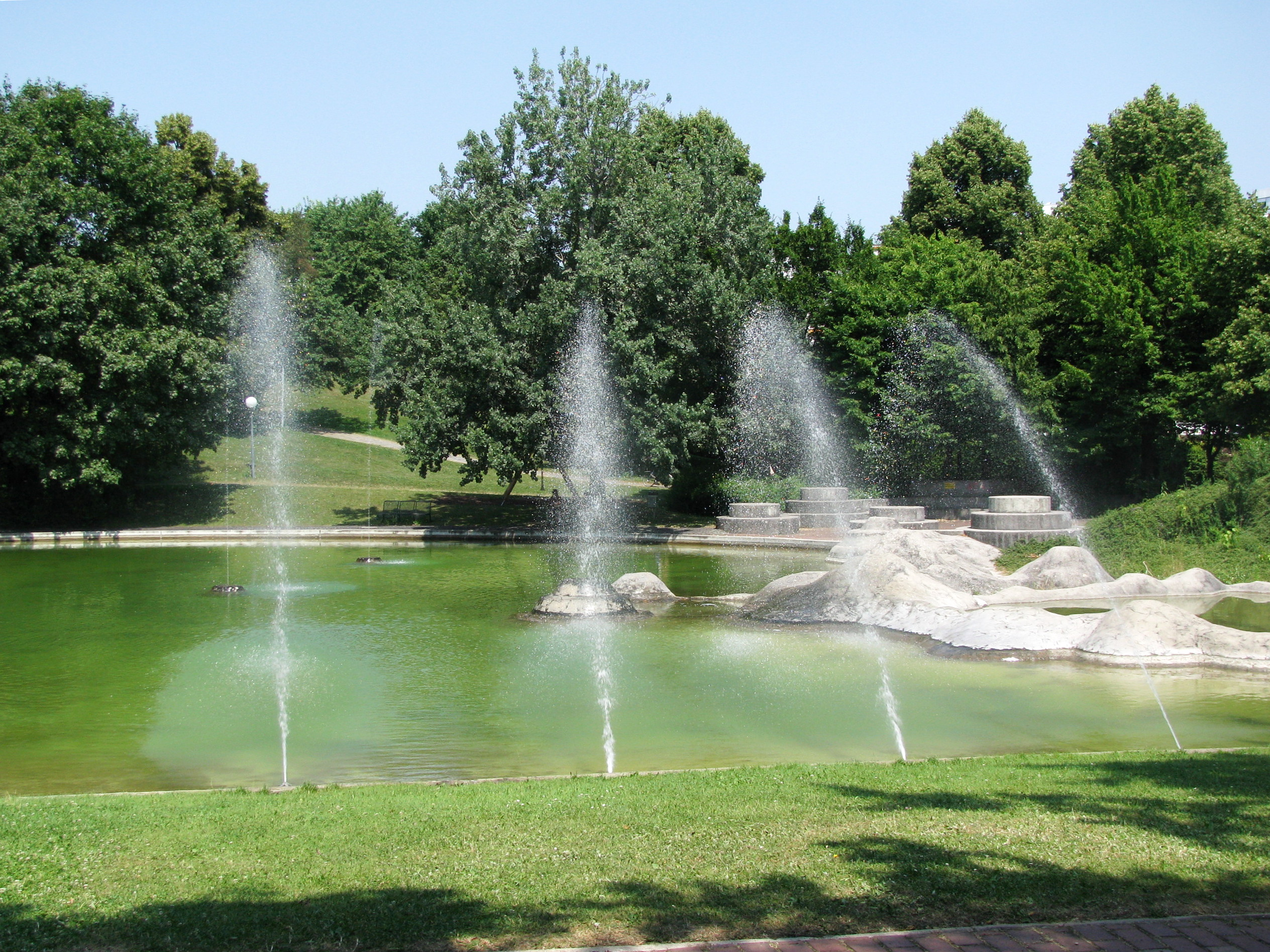
Nadisee
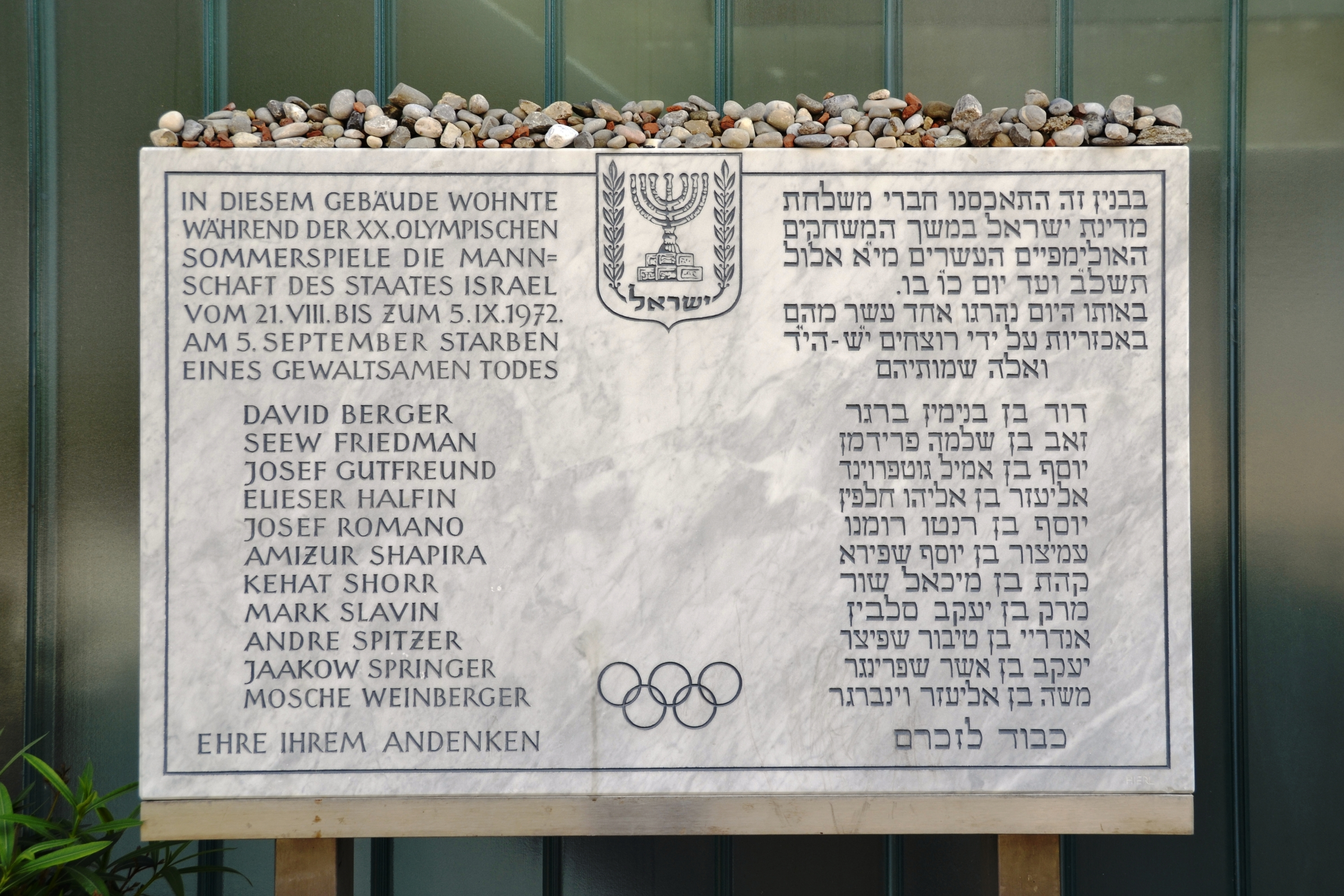
Placa memorial na entrada do Connollystraße 31 (ver Massacre de Munique)
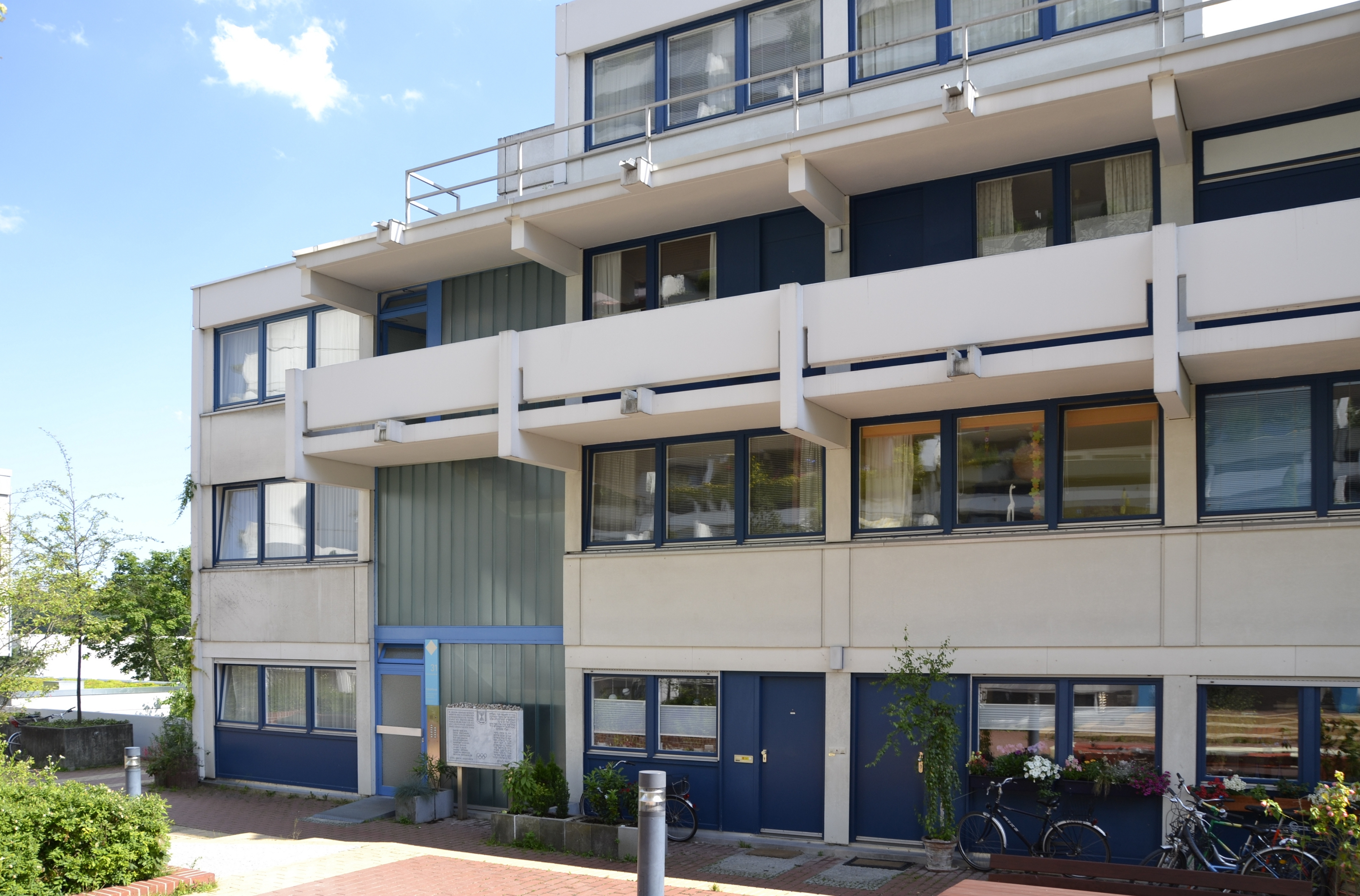
Vista frontal e entrada do prédio de apartamentos Connollystraße 31 em 2012. Uma placa memorial é visível à direita da porta da frente
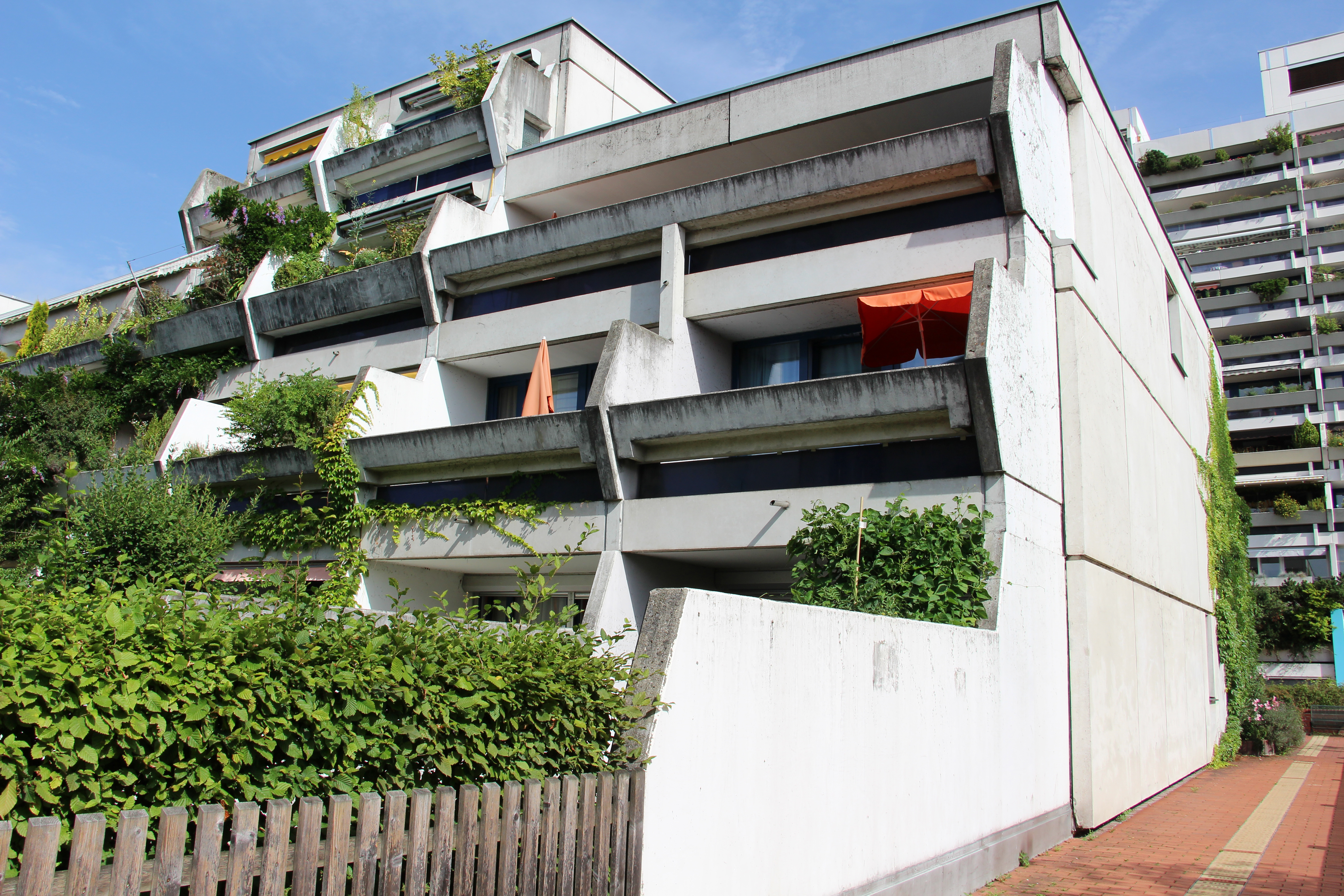
Vista traseira do prédio de apartamentos na Connollystraße 31 em 2017
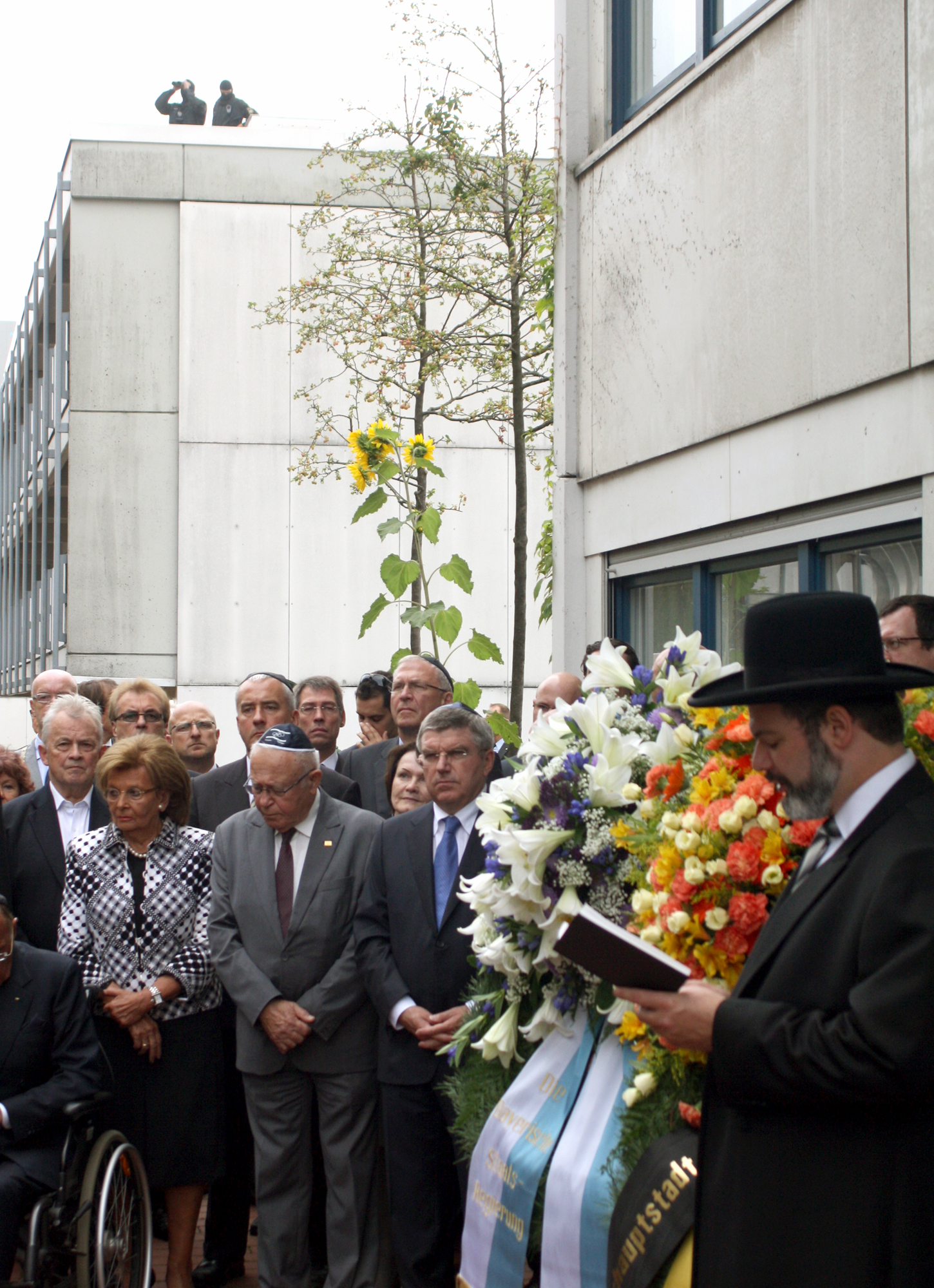
Cerimônia memorial dos delegados alemães e israelenses com deposição de uma coroa de flores em 5 de setembro de 2012, sob a supervisão da SEK posicionada no telhado, em frente ao edifício 31 da Connollystraße